# Synema tricalcaratum
Synema tricalcaratum är en spindelart som beskrevs av Cândido Firmino de Mello-Leitão 1929. 
Synema tricalcaratum ingår i släktet Synema och familjen krabbspindlar. Inga underarter finns listade i Catalogue of Life.